# Església de Santa Maria de la Pietat al Coliseu de Roma
L'església de Santa Maria de la Pietat al Coliseu (en italià, Chiesa di Santa Maria della Pietà al Colosseo) és un lloc de culte catòlic de Roma, al barri de Celio. Aquesta petita església està inserida en un dels arcs de l'amfiteatre Flavi, també conegut com el Coliseu.

## Història
Ja existia com a santuari sagrat a l'època del papa Pau IV (1555 - 1559). L'historiador Mariano Armellini explica a la seva obra Le chiese di Roma dal secolo IV al XIX (1891) que:
| «                   | (…) originàriament [l'edifici] estava pensat com a vestuari de la companyia que solia representar el gran drama de la Passió de Jesucrist a l'arena de l'amfiteatre, una pràctica que es va mantenir fins a l'època de Pau IV. | » |
| — Mariano Armellini | |   |

Més tard, a l'any 1622 l'edicula fou adquirida per la Confraria dels Gonfalone que la va transformar en oratori, i la confià a un monjo ermità que hi residia permanentment com a custodi del lloc. L'oratori va pertànyer als Gonfalone fins al 1936. Després va canviar de mans i va ser confiada des del 1955 al Circolo San Pietro, que encara el gestiona avui dia i hi celebra una missa cada dissabte i diumenge. A l'interior, a l'altar major, hi ha un baix relleu del segle xix que representa la Mare de Déu dels Dolors .